# 임태호
임태호(1967년 1월 22일 ~ )는 대한민국의 응급의학자, 의사, 대학 교수이다.
출생일은 1967년 1월22일이다.

## 경력
- 한양대학교병원 응급의료 센터장
- 한국의료시뮬레이션학회 회장

## 수상
- 복지부장관 표창[6][7]